# Lorian (Band)
Lorian ist eine norddeutsche Neo-Prog-Band, die 1988 im Emsländischen Lingen gegründet wurde.

## Bandgeschichte
Lorian wurde 1988 in Lingen von Keyboarder Wolfgang Rautland, Gitarrist Christian Göwert, Bassist Andreas Lindt und Drummer Achim Opitz als moderne Progressive-Rock-Band gegründet. Der Sound der Band verband Elemente aus Rock, Hard Rock und dem Progressive Rock der 70er-Jahre miteinander. In der Anfangsphase konzentrierte sich Lorian auf Instrumentalstücke und erste Studioaufnahmen. Später stieß Sänger Robert Schröder hin, ein musikalischer Weggefährte Göwerts aus der Band Juliet, der neue kreative Möglichkeiten eröffnete.
Ein Jahr später veröffentlichten Lorian ihr erstes Demotape mit fünf Tracks. Lorian präsentierte ihre Musik schließlich live bei Auftritten in der Region. Im Jahr 1991 folgte das zweite Demo, aufgenommen im Hanauer KOWA Studio. Dieses Werk enthielt frühe Versionen von Songs wie The Way It Is, Through the Eyes of a Child und The Malicious Seed, die später auf ihrem Debütalbum erscheinen sollten. Gleichzeitig trat Lorian überregional auf. 1992 entstand das dritte Demo Counting the Days.
Im Jahr 1993 erhielten Lorian einen Plattenvertrag bei GSE Records. In den Düsseldorfer Joswig Studios nahmen sie gemeinsam mit Rudy Kronenberger ihr Debüt Virginal Mind auf. Abschließendes Mastering im Bremer Studio Nord. Vorab erschienen zwei Songs, Edge of the World und The Way It Is, auf einem Promo-Label-Sampler.
Aufgrund von finanziellen Schwierigkeiten des Labels konnte das Debütalbum nicht veröffentlicht werden. Die Rechte an den Songs bleiben jedoch bei der Band, was es Lorian ermöglichte, 1994 mit Tricolor Music ein neues Label zu finden.
1995 erschien Virginal Mind auf dem Tricolor-Sub-Label Blue Merle und wurde von Edel vertrieben. Das Artwork des Albums war die erste Cover-Arbeit des Recklinghäuser Künstlers Rainer Kalwitz.
Nach weiteren Auftritten und Festivalgigs verließen Bassist Andreas Lindt und Drummer Achim Opitz die Band. Ihre Nachfolge traten Jörg Mosler und später Norbert Abeln am Bass sowie Sven Hessler am Schlagzeug an.
1998 verkleinerte sich die Band zum Quartett, wobei Sänger Robert Schröder zusätzlich den Bass übernahm. Diese neue Formation widmete sich erneut dem Songwriting und spielte Anfang 1999 gemeinsam mit Toningenieur Ralf Schirmer im Toolbox Studio in Lingen vier neue Tracks ein: Questions, Missing You, Dreamlife und das monumentale zehnminütige Exit Life, inspiriert von Stephen Kings Roman Running Man. Diese wurden bis nicht offiziell veröffentlicht; ein zweites Album kam nicht zustande.

## Sound und Einfluss
Lorians Musik ist eine Mischung aus melodischem Progressive Rock sowie Rock-, Hardrock- und Pop-Elementen. Während die Songstrukturen komplex und vielschichtig sind, verlieren sie nie den Zugang zu eingängigen Melodien und emotionalen Texten.
Beeinflusst von Genregrößen wie Saga, Marillion und den klassischen Progressive-Bands der 70er-Jahre, verbinden Lorian die Verspieltheit von Prog Rock mit der Energie des Hardrocks. Rautlands prägende Keyboardflächen verleihen der Musik einen epischen Charakter, während Göwerts Gitarrenarbeit für die notwendige Kraft und Dynamik sorgt.

## Diskografie
- 1995: Virginal Mind (Album)